# 若山耀人
若山 耀人（わかやま きらと、2003年8月13日 - ）は、日本の元子役俳優。岐阜県美濃加茂市出身。ワタナベエンターテインメントに所属していた。

## 略歴
2012年、テレビドラマ『悪夢ちゃん』に主人公が担任するクラスの生徒役として出演。2014年、NHK大河ドラマ『軍師官兵衛』に主人公（黒田官兵衛）の幼少期・万吉役で出演後、主人公の嫡男・松寿丸役で再び出演した。

## 出演

### テレビドラマ
- 悪夢ちゃん（2012年10月 - 12月、日本テレビ） - 佐藤卓弥 役
  - 悪夢ちゃんスペシャル（2014年5月2日、日本テレビ）
- 仮面ライダーウィザード 第24話・第25話（2013年2月24日・3月3日、テレビ朝日） - 仁藤攻介（幼少期） 役
- 土曜ワイド劇場「拘置所の女医」（2013年8月17日、テレビ朝日） - 一本木翔 役
- 大河ドラマ「軍師官兵衛」（2014年1月 - 6月、NHK） - 万吉 、松寿丸 役（二役）[2]
- シリーズ被爆70年 ヒロシマ 復興を支えた市民たち 第1回「鯉昇れ、焦土の空へ」（2014年9月26日、NHK広島)
- 地獄先生ぬ〜べ〜（2014年10月 - 12月、日本テレビ） - 鵺野鳴介（幼少期） 役
- Nのために（2014年10月 - 12月、TBS） - 西崎真人（少年期） 役
- 水戸黄門 スペシャル（2015年6月29日、TBS） - 一平太 役
- ものすごい図鑑を持って、さあ森へ!カブトムシ探検隊（2015年7月29日、NHK Eテレ） - 兄 役
- デザイナーベイビー - 速水刑事、産休前の難事件 -（2015年9月22日 - 11月10日、NHK総合） - 下地雄介 役
- 精霊の守り人（2016年3月 - 4月、NHK総合） - タンダ（幼少期） 役
- 創作テレビドラマ大賞「川獺」（2016年3月29日、NHK総合） - 須藤明憲（少年期） 役
- 鼠、江戸を疾る2 第4話（2016年5月5日、NHK総合） - 新吉 役
- リテイク 時をかける想い 第1話（2016年12月3日、東海テレビ） - 出水海斗 役
- 愛してたって、秘密はある。 第2話（2017年7月23日、日本テレビ） - 深水柊二 役
- 全力失踪 第3話（2017年9月17日、NHK BSプレミアム） - 石田正樹 役
- 幕末グルメ ブシメシ!2（2018年1月10日 - 2月21日、NHK BSプレミアム） - 松平清之助 ／ 青井若造 役
- 神奈川発地域ドラマ「R134/湘南の約束」（2018年6月27日、NHK BSプレミアム） - 洸太（中学生時代） 役

### 映画
- 魔女の宅急便（2014年、東映） - ナツメ 役
- 悪夢ちゃん The 夢ovie（2014年、東宝） - 佐藤卓弥 役
- ぼくが命をいただいた3日間（2016年） - 主演・悠介 役[5]
- 曇天に笑う（2018年3月21日、松竹） - 曇宙太郎 役

### 教育番組
- 未来広告ジャパン!（2014年12月30日 - 2018年3月7日、NHK Eテレ） - キラト 役

### 舞台
- 十月花形歌舞伎 GOEMON 石川五右衛門（2014年、大阪松竹座） - 友市 役
- 黄昏 -On Golden Pond-（2018年） - ビリー・レイ 役[6]
- 黄昏 人生最高の輝きを今（2020年） - ビリー・レイ 役[7]

### CM
- 川崎ハウジング

### PV
- シヤチハタ

## 観光大使
- もっとみのかも夢大使（美濃加茂市観光大使、2014年 - 2021年）